# Федерація біатлону України
Федерація біатлону України (ФБУ) — національна федерація біатлону України, всеукраїнське громадське об'єднання, покликане популяризувати та сприяти розвитку біатлону. ФБУ є повноправним членом Міжнародного союзу біатлоністів (IBU).

## Керівництво
- Бяков Іван Іванович — перший президент Федерації біатлону України (1992—1998)[1];
- Бринзак Володимир Михайлович — другий президент Федерації біатлону України (1998—2022);
- Крулько Іван Іванович — третій президент Федерації біатлону України (з 2022).